# Obersöchering
Obersöchering is een plaats in de Duitse deelstaat Beieren, en maakt deel uit van het Landkreis Weilheim-Schongau.
Obersöchering telt 1.562 inwoners.
Altenstadt ·
Antdorf ·
Bernbeuren ·
Bernried ·
Böbing ·
Burggen ·
Eberfing ·
Eglfing ·
Habach ·
Hohenfurch ·
Hohenpeißenberg ·
Huglfing ·
Iffeldorf ·
Ingenried ·
Oberhausen ·
Obersöchering ·
Pähl ·
Peißenberg ·
Peiting ·
Penzberg ·
Polling ·
Prem ·
Raisting ·
Rottenbuch ·
Schongau ·
Schwabbruck ·
Schwabsoien ·
Seeshaupt ·
Sindelsdorf ·
Steingaden ·
Weilheim i.OB ·
Wessobrunn ·
Wielenbach ·
Wildsteig